# Saint-Sauveur (Île d’Yeu)
Koordinaten: 46° 42′ 22″ N, 2° 19′ 55″ W
Saint-Sauveur ist ein Ort auf der französischen Atlantikinsel Île d’Yeu im Département Vendée der Region Pays de la Loire. Verwaltet wird Saint-Sauveur von der politischen Gemeinde L’Île-d’Yeu.

## Geschichte
Baulich dominiert wird das Örtchen von der gleichnamigen Kirche, deren Ursprünge auf die Wendezeit zum ersten nachchristlichen Jahrtausends zurückgehen. Sie wurde von Mönchen an der Stelle einer aus der Merowinger Zeit stammenden Kapelle errichtet. Bis ins 14. Jahrhundert war Saint-Sauveur Pfarrkirche der bis dahin einzigen Gemeinde auf der Île d’Yeu. Die Apsis und der südliche Chor stammen aus dem 11. Jahrhundert. Der Turm wurde im 14. Jahrhundert erbaut. Trotz eines verheerenden Brandes im Jahr 1953 blieben einige kunsthandwerklich gearbeitete Kirchenfenster erhalten, die Chor und Querschiff zieren. Der Kirchturm wurde bei dem Brand allerdings vollkommen zerstört und  bis heute nicht wieder erneuert.
Nördlich und westlich der Kirche erstreckt sich ein Gewirr von kleinen Gassen, die von den typischen weißen Häusern der Vendée gesäumt werden.